# Team Cannondale-Garmin/Saison 2015
Diese Liste beschreibt die Mannschaft und die Erfolge des Radsportteams Team Cannondale-Garmin in der Saison 2015.

## Saison 2015

### Erfolge in der UCI WorldTour
| Datum   | Rennen                  | Sieger         |
| ------- | ----------------------- | -------------- |
| 12. Mai | 4. Etappe Giro d’Italia | Davide Formolo |

### Erfolge in der UCI America Tour
| Datum        | Rennen                                            | Kat. | Fahrer              |
| ------------ | ------------------------------------------------- | ---- | ------------------- |
| 23. Mai      | US-amerikanische Meisterschaft – Einzelzeitfahren | CN   | Andrew Talansky     |
| 8. August    | 6. Etappe Tour of Utah                            | 2.HC | Joseph Dombrowski   |
| 3.–9. August | Gesamtwertung Tour of Utah                        | 2.HC | Joseph Dombrowski   |
| 4. September | 3. Etappe Tour of Alberta                         | 2.1  | Tom-Jelte Slagter   |
| 5. September | 4. Etappe Tour of Alberta                         | 2.1  | Tom-Jelte Slagter   |
| 6. September | 5. Etappe Tour of Alberta                         | 2.1  | Lasse Norman Hansen |

### Erfolge in der UCI Europe Tour
| Datum        | Rennen                                      | Kat. | Fahrer               |
| ------------ | ------------------------------------------- | ---- | -------------------- |
| 28. März     | 1. Etappe Critérium International           | 2.HC | Ben King             |
| 7.–10. April | Gesamtwertung Circuit Cycliste Sarthe       | 2.1  | Ramūnas Navardauskas |
| 26. Juni     | Litauische Meisterschaft – Einzelzeitfahren | CN   | Ramūnas Navardauskas |
| 12. Juli     | 8. Etappe Österreich-Rundfahrt              | 2.HC | Moreno Moser         |

### Abgänge – Zugänge
| Zugänge              | Team 2014                | Abgänge           | Team 2015                      |
| -------------------- | ------------------------ | ----------------- | ------------------------------ |
| Alberto Bettiol      | Cannondale               | Johan Vansummeren | AG2R La Mondiale               |
| Davide Formolo       | Cannondale               | Caleb Fairly      | Team Giant-Alpecin             |
| Edward King          | Cannondale               | Fabian Wegmann    | Cult Energy Pro Cycling        |
| Kristijan Koren      | Cannondale               | Tyler Farrar      | MTN-Qhubeka                    |
| Alan Marangoni       | Cannondale               | Raymond Kreder    | Roompot Oranje Peloton         |
| Matej Mohorič        | Cannondale               | Lachlan Morton    | Jelly Belly-Maxxis             |
| Moreno Moser         | Cannondale               | Steele Von Hoff   | NFTO                           |
| Davide Villella      | Cannondale               | Phil Gaimon       | Optum-Kelly Benefit Strategies |
| Joseph Dombrowski    | Team Sky                 | Koldo Fernández   | Karriereende                   |
| Ruben Zepuntke       | Bissell Development Team | David Millar      | Karriereende                   |
| Kristoffer Skjerping | Team Joker               | Nick Nuyens       | Karriereende                   |
|                      |                          | Thomas Dekker     | Karriereende                   |

### Mannschaft
| Name                 | Geburtstag        | Nationalität       |              |
| -------------------- | ----------------- | ------------------ | ------------ |
| Janier Acevedo       | 6. Dezember 1985  | Kolumbien          |              |
| Dylan van Baarle     | 21. Mai 1992      | Niederlande        |              |
| Jack Bauer           | 7. April 1985     | Neuseeland         |              |
| Alberto Bettiol      | 29. Oktober 1993  | Italien            |              |
| Nathan Brown         | 7. Juli 1991      | Vereinigte Staaten |              |
| André Cardoso        | 3. September 1984 | Portugal           |              |
| Tom Danielson        | 13. März 1978     | Vereinigte Staaten |              |
| Joseph Dombrowski    | 12. Mai 1991      | Vereinigte Staaten |              |
| Davide Formolo       | 25. Oktober 1992  | Italien            |              |
| Nathan Haas          | 12. März 1989     | Australien         |              |
| Lasse Norman Hansen  | 11. Februar 1992  | Dänemark           |              |
| Ryder Hesjedal       | 9. Dezember 1980  | Kanada             |              |
| Alex Howes           | 1. Januar 1988    | Vereinigte Staaten |              |
| Ben King             | 22. März 1989     | Vereinigte Staaten |              |
| Edward King          | 31. Januar 1983   | Vereinigte Staaten |              |
| Kristijan Koren      | 25. November 1986 | Slowenien          |              |
| Sebastian Langeveld  | 17. Januar 1985   | Niederlande        |              |
| Alan Marangoni       | 16. Juli 1984     | Italien            |              |
| Daniel Martin        | 20. August 1986   | Irland             |              |
| Matej Mohorič        | 19. Oktober 1994  | Slowenien          |              |
| Moreno Moser         | 25. Dezember 1990 | Italien            |              |
| Ramūnas Navardauskas | 30. Januar 1988   | Litauen            |              |
| Kristoffer Skjerping | 4. Mai 1993       | Norwegen           |              |
| Tom-Jelte Slagter    | 1. Juli 1989      | Niederlande        |              |
| Andrew Talansky      | 23. November 1988 | Vereinigte Staaten |              |
| Davide Villella      | 27. Juni 1991     | Italien            |              |
| Ruben Zepuntke       | 29. Januar 1993   | Deutschland        |              |
| Stagiaires           | Stagiaires        | Nationalität       | Nationalität |
| Jasper Bouvenhuis    | Jasper Bouvenhuis | Niederlande        |              |
| Ryan Mullen          | Ryan Mullen       | Irland             |              |